# Ведяхин, Александр Александрович
Александр Александрович Ведяхин (20 февраля 1977, Волгоград, СССР) — российский топ-менеджер, первый заместитель председателя правления ПАО «Сбербанк», член наблюдательного совета. Курирует развитие экосистемы B2B (то есть всех финансовых и нефинансовых сервисов для клиентов — юридических лиц), сети продаж и международного бизнеса группы Сбер. Руководит проводимой в Сбербанке ИИ-трансформацией, возглавляет ESG-направление. Член правления Корпоративного университета Сбербанка, член совета директоров Фонда «Сколково». Кандидат экономических наук. В 2020—2022 годах входил в рейтинг «Топ-1000 российских менеджеров» издания «Коммерсантъ».
Весной 2022 года был включён в санкционные списки США, Великобритании, Канады, Австралии и Новой Зеландии.

## Образование
В 1999 году окончил с отличием Волгоградский государственный технический университет по специальности «мировая экономика» (научный руководитель - проф. Л.С.Шаховская). В 2001 году получил ученую степень кандидата экономических наук. В 2010 году закончил программу MBA «Банки» по специализации «Банковский менеджмент» в Академии народного хозяйства при Правительстве Российской Федерации. В 2012 году прошёл совместную программу повышения квалификации Сбербанка и London Business School. В 2016-2019 и в 2021 годах проходил программы обучения в Высшей школе бизнеса Стэнфордского университета. В 2018 году завершил обучение по программе «Искусственный интеллект и глубокое машинное обучение» в Массачусетском технологическом институте.

## Карьера
В 1999 году Александр Ведяхин начал работу в Сбербанке в Волгограде (отделение № 8621), где прошёл путь от старшего контролера-кассира до заместителя управляющего отделением.
В конце 2007 года Сбербанк приобрёл на Украине небольшой банк «НРБ-Украина» и вскоре зарегистрировал в этой стране АО «Сбербанк России». В 2008 году должность первого заместителя председателя правления «Сбербанка» на Украине занял Александр Ведяхин. В начале 2013 года дочерний украинский банк Сбербанка вошёл в десятку крупнейших банков страны по классификации Национального банка Украины.
После покупки в июне 2012 году Сбербанком турецкого ДенизБанка, Александр Ведяхин осенью того же года перешёл в него на должность главного специалиста по рискам (CRO) и вошёл в совет директоров. В 2013 году участвовал в подготовке сделки по выкупу этим банком бизнеса по обслуживанию населения у турецкого отделения банка Citi. В результате к сентябрю 2015 года филиальная сеть DenizBank выросла до 715 отделений, банк обслуживал более 4,2 тыс. банкоматов и к тому времени выдал более 3 млн пластиковых карт.
В 2015 году Ведяхин перешёл в центральный аппарат Сбербанка на должность старшего вице-президента ПАО «Сбербанк» и занял должность CRO группы «Сбербанк». Руководил блоком «Риски», курировал Лабораторию по искусственному интеллекту и Центр развития компетенций по исследованию данных.
Летом 2018 года Ведяхин стал первым зампредом правления Сбербанка, сменив на этом посту Максима Полетаева. К тому моменту он стал миноритарным акционером ПАО «Сбербанк» и получил 0,000023 % участия в уставном капитале и 0,000024 % обыкновенных акций компании. К 2021 году эти доли выросли до 0,000027 % и 0,000029 % соответственно.

## Профессиональная деятельность
До начала 2022 года Александр Ведяхин курировал весь российский финансовый бизнес группы «Сбербанк», а также развитие искусственного интеллекта и направление ESG. 15 февраля 2022 года Сбер объявил об изменении своей организационной структуры и о выделении двух экосистем — для клиентов-юрлиц (В2В) и клиентов-физлиц (В2С).  Под руководство Ведяхина перешли экосистема B2B (со всеми дочерними компаниями Сбербанка, оказывающими услуги корпоративным клиентам) и ряд других направлений, в новой структуре Сбера он стал курировать блоки «Корпоративно-инвестиционный бизнес», «Сеть продаж», «Международный бизнес», а также Департамент по работе с проблемными активами. Кроме того, в зону его ответственности входит координация работы Департамента развития искусственного интеллекта и машинного обучения, Лаборатории по искусственному интеллекту, Управления контроля и координации деятельности, Центра партнерского финансирования и специальных проектов, Дирекции по ESG. В марте 2021 года Ведяхин вошёл в правительственную рабочую группу по системным технологическим изменениям в сфере промышленного строительства (руководитель Андрей Белоусов). В сентябре 2021-го включён в правительственную рабочую группу по исследовательским центрам в сфере искусственного интеллекта (руководитель Дмитрий Чернышенко).  Входит в наблюдательный совет Ассоциации ФинТех. В апреле 2022 года Александр Ведяхин вошёл в совет директоров Фонда «Сколково».
Александр Ведяхин — спикер крупных отраслевых российских и международные конференций: Международного форума в Давосе (2020 и 2021), Петербургского международного экономического форума (2019, 2021-2023), Восточного экономического форума (2019, 2021-2023), Finopolis (2017—2022), «Россия — исламский мир» (2023), Красноярский экономический форум (2023).
Руководимое Александром финансовое направление группы Сбербанка обеспечивает формирование ряда ключевых показателей, в том числе:
| Показатель                                         | 2020  | 2021   | 2022  |
| -------------------------------------------------- | ----- | ------ | ----- |
| Чистая прибыль, млрд руб                           | 781,6 | 1237,1 | 270,5 |
| Объём выданных кредитов, трлн руб                  | 25    | 27,7   | 30,8  |
| Размещено средств физических лиц, трлн руб         | 16,6  | 17,1   | 18,3  |
| Размещено средств корпоративных клиентов, трлн руб | 9,1   | 9,0    | 8,7   |

По результатам ежегодного исследования Global Finance в ноябре 2021 года Сбер был впервые назван лучшим розничным цифровым банком мира. В марте 2022 года Банк России включил Сбербанк в реестр операторов информационных систем, что позволит Сберу — в соответствии с законом «О цифровых финансовых активах» (259-ФЗ от 31 июля 2020 года) — выпускать цифровые финансовые активы (ЦФА) и контролировать их оборот.
В направлении ESG, за которое в банке отвечает Александр, Сбербанк стал одним из признанных лидеров в России. В 2020 году банк занял первое место среди российских компаний в рэнкинге устойчивого развития журнала журнала «Эксперт» (в 2019 году — третье). В 2021 году Сбербанк занял второе место в рэнкинге «30 самых экологичных компаний России» журнала Forbes. Александр стал одним из ключевых разработчиков первой стратегии группы «Сбербанк» в области ESG (опубликована в июле 2021 года). К середине 2021 года Сбербанк выдал 75 млрд руб. зелёных кредитов (т.е. кредитов проектам, направленным на снижение влияния на окружающую среду либо кредитов,  в которых процентная ставка привязана к выполнению заёмщиком тех или иных ESG-показателей). В 2020 году портфель устойчивого финансирования банка, включающий «зелёные», адаптационные и ESG-кредиты, вырос до 1,3 трлн руб, к середине 2023 года он составлял уже 1,5 трлн руб, а к концу 2023 года должен вырасти до 1,7 трлн руб.
Ведяхин руководит ИИ-трансформацией (т.е. широкомасштабным внедрением искусственного интеллекта и превращением его в одну из главных движущих сил развития) Сбербанка . В 2021 году с помощью искусственного интеллекта банк получал каждый шестой рубль своей прибыли, а в 2022 году рассчитывает заработать благодаря ему более 200 млрд руб. Всего с 2020 по 2024 год Сбербанк планирует заработать с помощью ИИ около 450 млрд руб, а его вложения в развитие этого направления составят более 150 млрд руб.
Разработки Лаборатории по ИИ Сбербанка применяются также в борьбе с пандемией, в программах борьбы с безработицей и в социальной адаптации российских заключённых. В мае 2021 года Сбербанк запустил разработанное Лабораторией по ИИ мобильное приложение, которое позволяет оперативно диагностировать Ковид-19 по голосу и кашлю. Активное оснащение Лаборатории ИИ процессорными мощностями вызвало летом 2017 года настолько заметный дефицит видеокарт на российском рынке, что Александру Ведяхину пришлось извиняться и успокаивать потребителей.
В качестве руководителя Сбербанка, отвечающего за региональное развитие, Александр Ведяхин регулярно встречается с руководителями регионов и мэрами крупных городов для заключения с ними договоров о сотрудничестве в тех или иных областях . Например, в феврале 2020 Александром Ведяхиным было подписано соглашение об инновационном сотрудничестве Сбербанка с Татарстаном.

### Оценки результатов профессиональной деятельности
По мнению заместителя председателя правительства РФ Дмитрия Чернышенко, благодаря вкладу Александра Ведяхина Сбербанк «стал экосистемой мирового уровня, конкурирующей с международными платформами, при этом оставаясь самым прибыльным банком». Дмитрий Чернышенко также отметил, что благодаря активному участию Александра Ведяхина были разработаны Национальный кодекс этики искусственного интеллекта и одноименный федеральный проект, а Сбербанк стал федеральным центром компетенций в сфере ИИ.

## Международные санкции
В 2022 году в связи с вторжением России на Украину был включён в ряд санкционных списков:
- c 24 февраля находится в санкционном списке Соединенных Штатов Америки против «элит финансового сектора» как «связанная с Кремлем элита которая использует близость к российской власти для продвижения интересов российского государства, поддерживая при этом экстравагантный уровень жизни»[70][71]
- c 24 февраля находится в санкционном списке Канады «элит и близких соратников режима»[72][73]
- с 14 марта находится под санкциями Австралии[74];
- с 5 апреля находится под санкциями Новой Зеландии[74].
- c 24 июня находится под санкциями Великобритании[75][76]
- с 19 февраля 2023 года под санкциями Украины[77]

## Признание
- 2016 — медаль ордена «За заслуги перед Отечеством» II степени[78];
- 2018 — благодарственное письмо президента РФ;
- 2018 —  благодарность президента РФ[12];
- 2021 — орден Александра Невского[12][9];
- 2022 — первая позиция в  категории «Коммерческие банки» в рэнкинге газеты «Коммерсантъ» «Топ-1000 российских менеджеров» (подраздел «Топ-100.Коммерческие директора»[6], в 2021 году — вторая позиция[5], в 2020 — третья[4]).

## Публикации
- Ведяхин, А. А. Минимизация трансакционных издержек кредитных институтов : Автореф. дис. на соиск. учен. степ. канд. экон. наук: 08.00.01; 08.00.10. — Волгоград, 2001.
- Ведяхин А.А. Пять «е» современного банковского маркетинга // «Финансы и кредит» : Журнал. — Москва, 2008. — Вып. 3(291). — ISSN 2071-4688.
- Кулик, Вадим; Ведяхин, Александр. Основы риск-менеджмента / Потапов А. С. (научный редактор). — Москва: Корпоративный университет Сбербанка, 2016. — 383 с. — ISBN 978-5-699-88781-1.
- Бурцев М. С., Бухвалов О.Л., Ведяхин А. А. и др. Сильный искусственный интеллект: На подступах к сверхразуму / Потапов А. С. (научный редактор). — Москва: Интеллектуальная Литература, 2021. — 232 с. — 4000 экз. — ISBN 978-5-907394-18-6.

## Семья
Александр Ведяхин женат, воспитывает двух дочерей.